# Palmiro Togliatti
Palmiro Togliatti (Génova, 26 de marzo de 1893-Yalta, Unión Soviética, 21 de agosto de 1964) fue un intelectual y político italiano, secretario general del Partido Comunista Italiano desde 1927 hasta su muerte en 1964.

## Biografía

### Comienzos
Nació en Génova en el seno de una familia de clase media. Estudió en un instituto de Cerdeña y en 1911 hace los exámenes para ingresar en la Universidad de Turín junto a Antonio Gramsci, pero las relaciones entre ambos no empezarían a ser sólidas hasta que ambos ingresan en el Colegio de Las Provincias. Se graduó en Derecho y Filosofía y Letras La estancia en Turín forjará su carácter pues era la ciudad más industrial de Italia y donde el Proletariado tenía más conciencia. Mantiene contactos con los obreros turineses y se inscribirá en la Juventudes Socialistas colaborando con los semanarios Il Grido del Popolo y Avanti!.
Togliatti comenzó su vida política en el Partido Socialista Italiano en 1914, poco antes de la Primera Guerra Mundial. En ella combatió como oficial voluntario, fue herido en combate y enviado a casa por enfermedad. Regresó al final del conflicto y fue parte del grupo liderado por Gramsci que publicaba el periódico L'Ordine Nuovo, fundado en 1919 en Turín mientras trabajaba como profesor.
En 1920, en pleno Biennio rosso, es nombrado secretario del Partido Socialista en Turín, pero la lucha entre socialistas y comunistas, le lleva a fundar el Partido Comunista de Italia (PCd’I, más tarde PCI).
En 1922 parte a Roma donde se convierte en director de la publicación Il Comunista. Los artículos del periódico se centran en analizar Fascismo y en la crisis que sufre el Partido Socialista. En 1924 unos fascistas intentan asesinarlo en la redacción del periódico. Un año antes es también director del Lo Stato operaio.
Tras la supresión del periódico vuelve a Turín donde vuelve a encargarse del L'Ordine Nuovo que era editado de manera clandestina.

### Exilio
Cuando el Partido fue ilegalizado por el gobierno fascista en 1926, Togliatti fue uno de los pocos dirigentes que no fue arrestado, debido a que se encontraba en una reunión de la Internacional Comunista en Moscú bajo el pseudónimo de Ercoli. En el exilio durante las décadas de 1920 y 1930, organizó reuniones clandestinas del PCd’I en Lyon (1926), donde fue elegido representante italiano en la sede de Moscú de la III Internacional, y Colonia-Düsseldorf (1931). En 1927, fue elegido Secretario General del Partido por lo que marcha a París donde trazará las directrices a seguir en la clandestinidad. Además vuelve a editarse de manera clandestina en Francia Lo Stato operaio del cual será director.
En 1935, bajo el mismo pseudónimo que en 1926, fue elegido miembro del Secretariado del Komitern donde permanecerá hasta su disolución en 1943. Un año antes firmaba en París un pacto con los socialistas italianos trascendente para la lucha antifascista.
Participó en la guerra civil española en 1937 como máximo responsable en España de la Internacional, encargado de asegurar que el Partido Comunista de España ejecutara fielmente la línea política fijada desde Moscú de lograr a toda costa la unidad en el bando republicano y primar el objetivo de ganar la guerra sobre el de hacer la revolución. En esa medida, diversos sectores le atribuyen una responsabilidad cuando menos política, si no directa y personal, en episodios oscuros del bando republicano, desde el exterminio del POUM, al asesinato de Andreu Nin, pasando por la depuración de las Brigadas Internacionales.
En 1939, fue detenido en Francia. Liberado tras el Pacto Ribbentrop-Mólotov, se trasladó a la Unión Soviética y permaneció allí dirigiendo las emisiones de Radio Moscú a Italia durante la Segunda Guerra Mundial. Bajo el pseudónimo de Mario Correnti y bajo el título de Discursos a los italianos  llama a la resistencia contra la Alemania nazi y la República Social Italiana de Mussolini.

### ElGiro de Salernoy el atentado
Regresó a su país natal en 1944 y bajo su dirección el PCI desarrolló el llamado Giro de Salerno (Svolta di Salerno), basado en el apoyo del Partido a las medidas democráticas necesarias para implantar en Italia la República y el abandono de la lucha armada para establecer el socialismo. Este giro a la derecha, en contraste con las demandas de un amplio sector de sus bases significó además el desarme de los miles de partisanos comunistas de la Resistencia Italiana. Togliatti fue nombrado ministro de Justicia. Ese mismo año funda la revista Rinascitá en el que expone su visión del «Partido Nuevo» como la organización necesaria para hacer de vanguardia en la lucha del pueblo italiano por la liberación nacional.

cuando hablamos de partido nuevo entendemos un partido que sea capaz de traducir en su política, en su organización y en su actividad cotidiana, ese profundo cambio que ha acontecido en la posición de la clase obrera respecto a los problemas de la vida nacional. La clase obrera, habiendo abandonado la actitud de mera oposición y crítica que mantuvo en el pasado, quiere asumir hoy, junto a las otras fuerzas consecuentemente democráticas, una función dirigente en la lucha por la liberación del país y para la construcción del régimen democrático.

Tras ser Ministro sin cartera en el gobierno del General Pietro Badoglio, sirvió como Viceprimer ministro en el gabinete del democristiano Alcide De Gasperi en 1945. A pesar del deseo contrario de su Partido, votó a favor de incluir los Pactos de Letrán en la Constitución de la República Italiana. En las elecciones generales de 1946, el PCI obtendría el 19% de los votos y 104 escaños.
Los ministros comunistas fueron cesados durante la crisis de mayo de 1947. El mismo mes, Maurice Thorez, líder del Partido Comunista Francés, fue forzado a dimitir del gobierno de Paul Ramadier junto a los otros cuatro ministros comunistas. Como en Italia, el partido comunista era muy fuerte y participaba en la alianza de gobierno con socialistas y democristianos (el llamado Tripartisme) y había obtenido el 28,6% en las elecciones generales de noviembre de 1946. En 1948, Togliatti lideró al PCI en las primeras elecciones tras la instauración de la República en la alianza Frente Democrático Popular, junto al PSI, que obtuvo el 31% de los votos.
El 14 de julio de ese año, Togliatti sufrió un atentado, siendo seriamente herido y creando una gravísima crisis política en Italia, que incluyó una huelga general convocada por la Confederación General Italiana del Trabajo. Los propios llamamientos a la calma de Togliatti impidieron una extensión de la movilización comunista mayor, que podría haber iniciado un proceso revolucionario en el país.

### Las décadas de 1950 y 1960
Bajo su dirección, el PCI se convirtió en el segundo partido político del país y en el mayor partido comunista de Europa Occidental. Aunque permanentemente en la oposición a nivel nacional, accedió al poder en numerosos municipios y en grandes regiones y provincias como Emilia Romaña, Toscana o Umbría. 
En 1953 luchó contra el intento de la Democracia Cristiana de instaurar un sistema electoral mayoritario similar al de Reino Unido o Estados Unidos, lo cual habría beneficiado al centro-derecha. Finalmente no fue aprobada. En las elecciones de noviembre de ese año el PCI obtuvo el 22,6 % de los votos. A pesar de su estrecha relación con la Unión Soviética, el liderazgo de Togliatti no fue cuestionado tras la Revolución Húngara de 1956 que en la mayor parte de los países causó enormes conflictos en el seno de la izquierda. Al mismo tiempo comenzó la defensa de la teoría del policentrismo (unidad en la diversidad de los partidos comunistas). En las elecciones de 1958 el PCI siguió en ascenso, así como en las de 1963, cuando llegó al 25,2 % de los votos, aunque volvió a quedar lejos de alcanzar la mayoría relativa.

### Muerte y legado

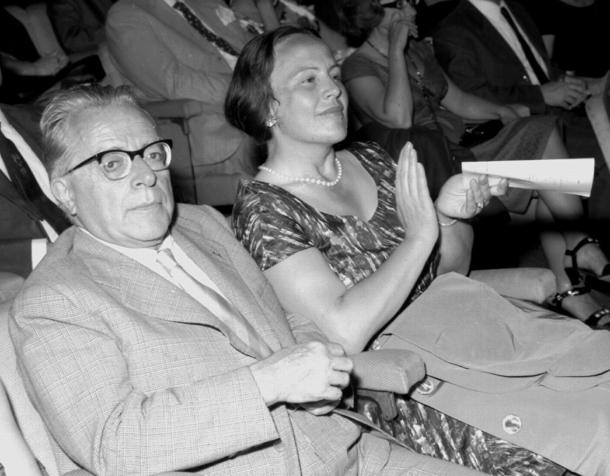
Togliatti y Nilde Iotti.

Togliatti murió en 1964 debido a una hemorragia cerebral mientras se encontraba de vacaciones junto a su pareja Nilde Iotti en Yalta (URSS). Según sus colaboradores, Togliatti se encontraba realmente allí para dar su apoyo a Leonid Brézhnev como sucesor de Nikita Jruschov al frente del Partido Comunista de la Unión Soviética. Le sucedió como Secretario del PCI el dirigente comunista Luigi Longo. A este le sucedería en 1972 el pupilo favorito de Togliatti, Enrico Berlinguer, que sin embargo acabaría con muchas de las políticas defendidas por aquel.
Tras su deceso, en la URSS se le dio el nombre de Togliatti a la ciudad hasta entonces llamada Stravrópol del Volga, a modo de homenaje, por parte del líder comunista soviético Leonid Brézhnev.

## Legado
Togliatti ha sido abiertamente criticado por muchos historiadores italianos por no haber condenado la intervención soviética en la Hungría de 1956.  
También ha sido criticado por sus buenas relaciones con el presidente de Yugoslavia, Josip Broz Tito, que era considerado un disidente por la dirección del PCUS tras su ruptura con Stalin en 1948.
Así mismo ha sido criticado por su balance de las políticas de Stalin: tras la muerte del líder soviético en 1953, afirmó “Iósif Stalin es un titán del pensamiento. Su nombre debe dársele al conjunto del siglo…”. Más tarde, en 1956, tras la desestalinización, declaró: “Stalin ha diseminado tesis falsas y exageradas, y fue víctima de una perspectiva desesperada de la persecución sin fin”. Al siguiente año, Togliatti insistió repetidamente que había desconocido los crímenes de Stalin. La Vía Italiana al Socialismo que propuso giró al PCI hacia posiciones más independientes, a la condena de la invasión soviética de Checoslovaquia en 1968 que acabó con la Primavera de Praga y sentó las bases para el eurocomunismo de Berlinguer. 
A pesar de estas contradicciones, Togliatti es así mismo visto positivamente como uno de los creadores de la República Italiana y su Constitución.